# Przedłużający się poród
Przedłużający się poród – charakteryzuje się osłabionymi, nieskoordynowanymi skurczami mięśnia macicy. Odwodnienie, kwasica i zmęczenie mogą nałożyć się na siebie i ostatecznie mięsień macicy ulega wyczerpaniu. Skutkiem jest brak kurczliwości prowadzący do atonii macicy.